# Харківський інститут шляхетних дівчат

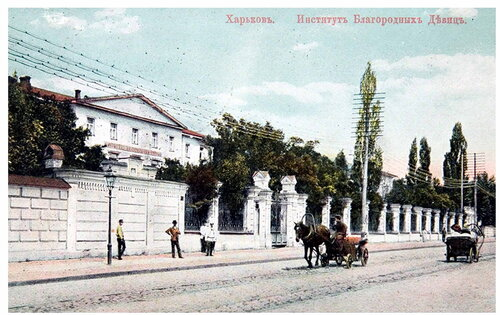
На дореволюційній листівці

Харківський інститут шляхетних дівчат — жіночий освітній заклад (інститут шляхетних дівчат) Російської імперії, заснований у 1812, коли йшла Вітчизняна війна. Залишаючись довгий час єдиним на Півдні Російської імперії, він мав важливе значення для південних губерній країни.

## Історія
У 1811 в Харкові з ініціативи Григорія Федоровича Квітки-Основ'яненка засновано Товариство благотворення для надання матеріальної допомоги дворянам, що потрапили в бідність. На той час у місті вже існувала гімназія з пансіоном для хлопчиків, тому рада Товариства благотворення запропонувала заснувати у Харкові навчальний заклад, в якому виховувалися дівчата з дворянських сімей. На засіданні ради з цією метою було асигновано 2400 рублів — так було започатковано інституту шляхетних дівчат, який було відкрито 15 вересня 1812.
В історії Харківського інституту шляхетних дівчат було два періоди: перший — від заснування до 1818, коли він був приватною установою, яка існувала коштом дворянства Харківської губернії; а також другий — з 1818, коли його було прийнято під Високе заступництво імператриці Марії Федорівни.
До 1816, коли відбувся перший випуск вихованок інституту, загальна кількість учнів досягла шістдесяти осіб. Розміри приміщення, що використовується інститутом, дозволяли прийняти всього лише 15 учениць, у зв'язку з цим вирішено було купити землю, і з весни 1817 почалося будівництво власної будівлі. Проте пожертвувань на будівництво не вистачало і лише участь Марії Федорівни, дозволило зрушити з місця будівництво — імператриця асигнувала йому щорічну допомогу 3000 рублів. Потім велику пожертву зробив П. Р. Демидов у вигляді 20 000 рублів.
На початку 1818 інститут відокремився від Товариства благотворення і по 1829 розміщувався в Сядибному будинку.
22 липня 1822 освячений власний храм інституту в ім'я святої Марії Магдалини, споруджений на пожертвування імператриці (1000 руб.), Демидова (4000 руб.), Викладачів інституту (7200 руб.) та інших благодійників.
У 1829 інститут перейшов у новий будинок, де був також освячений 20 серпня влаштований у ньому храм (будинкова церква) харківським архієпископом Мелетієм.
Пряме завідування інститутом Імператриця довірила Євдокії Федорівні Карзеневій, затвердженій у званні начальниці, яка керувала інститутом у 1818-1820. Потім начальниками Харківського інституту шляхетних дівчат були: А. Г. Литинська (1820-1838), А. П. Ден (1838-1847), Є. А. Хелмська (1847-1855), Олександра Гогель (1855-1856), С. П. Ніцкевич (1856-1880), М. Г. Ертель (1880-1884), Олександра Голохвастова (1884-1900), Є. М. Єршова (1900-1903). З 1903 начальницею інституту була Олександра Грипенберг.
Для тих, хто показує добрі досягнення в навчанні вихованок в інституті, існували стипендіями: Государя Імператора — 5; Імператриці Марії Федорівни — 5; Імператора Олександра I — 1; Імператора Олександра II — 1; Його Високості принца Ольденбурзького — 1, а також інші.
На початку XX століття кількість вихованок інституту перевищувала 200 осіб, серед яких були представниці купецтва, дочки почесних громадян, військових та цивільних чинів.
У 1919 припинив своє існування.

## Будівлі інституту
На кошти Марії Федорівни та пожертвування Павла Григоровича Демидова було куплено два будинки з дворовими спорудами у Дмитрівській парафії по вулиці Благовещенской, 25. Це дозволило нарешті комфортно розмістити всіх вихованок та пансіонерок Харківського інституту шляхетних дівчат. Зі збільшенням доходів інституту перша вища освітня установа Харкова змогла придбати прилеглих до дільниці садиби Мартинова (1821) та половини будинку Ряднова (1823), що разом із спорудженим храмом Марії Магдалини створило цілий освітній комплекс.
Одночасно споруджувалась нова будівля, в яку після дев'яти років будівництва переїхав інститут — велику триповерхову будівлю на вулиці Сумській (будівля не збереглася, нині на цьому місці знаходиться Харківський театр опери та балету) із власним великим садом. Колишній комплекс на Благовіщенській, 25 (будівля інституту збереглася до теперішнього часу) був проданий у 1840-х, в якому міська влада Харкова в 1868 відкрила Олександрівську лікарню з муніципальною аптекою по сусідству, яка після Жовтневої революції була перейменована на Першу міську клінічну.